# Jostedalsbreen
Jostedalsbreen är Norges och Europas största fastlandglaciär. Den ligger i norra delen av Vestland fylke, norr om Sognefjorden och har en längd av cirka 100 km samt en bredd av cirka 15 km. Glaciärens högsta punkt är Lodalskåpa (2083 meter över havet). Jostedalsbreen är 487 km² och ligger i Jostedalsbreen nationalpark. Glaciären ligger högst upp på fjället mellan Nordfjorden och Sognefjorden. Från den sträcker sig tjugo glaciärer ner i låglandet och många av dem är Norges mest populära turistmål. Längst av dessa tjugo är Tunsbergsdalsbreen.
På 1700-talet hade glaciärarmarna expanderat så långt att odlingsmarker förstördes. Sedan har glaciärisen gått tillbaka. Glaciärens omedelbara omgivningar, de smala dalarna och de höga och branta bergen tillhör också parken och på grund av den stora mångfalden av djur och växter i området är Jostedalsbreen nationalpark full av kontraster. Istäcket är i genomsnitt 500 meter tjockt. Större europeiska glaciärer finns på Island, Svalbard och Novaja Zemlja men de slutar i havet.
Åsen där glaciären ligger är 1 600 till 1 900 meter hög, och några toppar når över 2 000 meter.
Jostedalsbreen är ingen rest från den senaste istiden utan uppkom senare. Den började uppstå omkring år 500 f.Kr. och hade sin största utsträckning omkring 1750 (lilla istiden). 1991 inrättades Jostedalsbreen nationalpark för att skydda området.

## Externa länkar

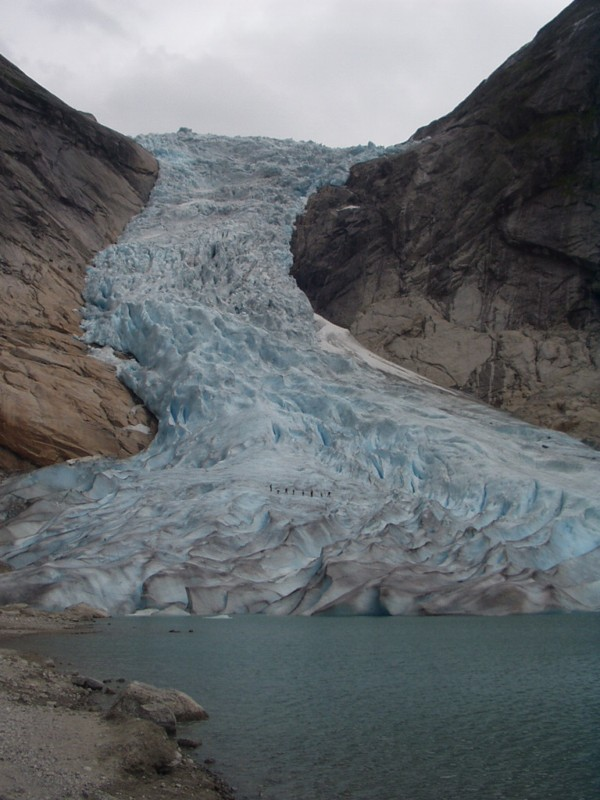
Briksdalsbreen, en del av Jostedalsbreen.